# Bojanów (Silésie)
Pour les articles homonymes, voir Bojanów.
Bojanów (prononciation : [bɔˈjanuf]) est une localité polonaise de la gmina de Krzanowice, située dans le powiat de Racibórz en voïvodie de Silésie.